# Ondřej Havelka
 Ondřej Havelka (ur. 10 października 1954 w Pradze) – czeski  reżyser, aktor, piosenkarz i tancerz.

## Życiorys

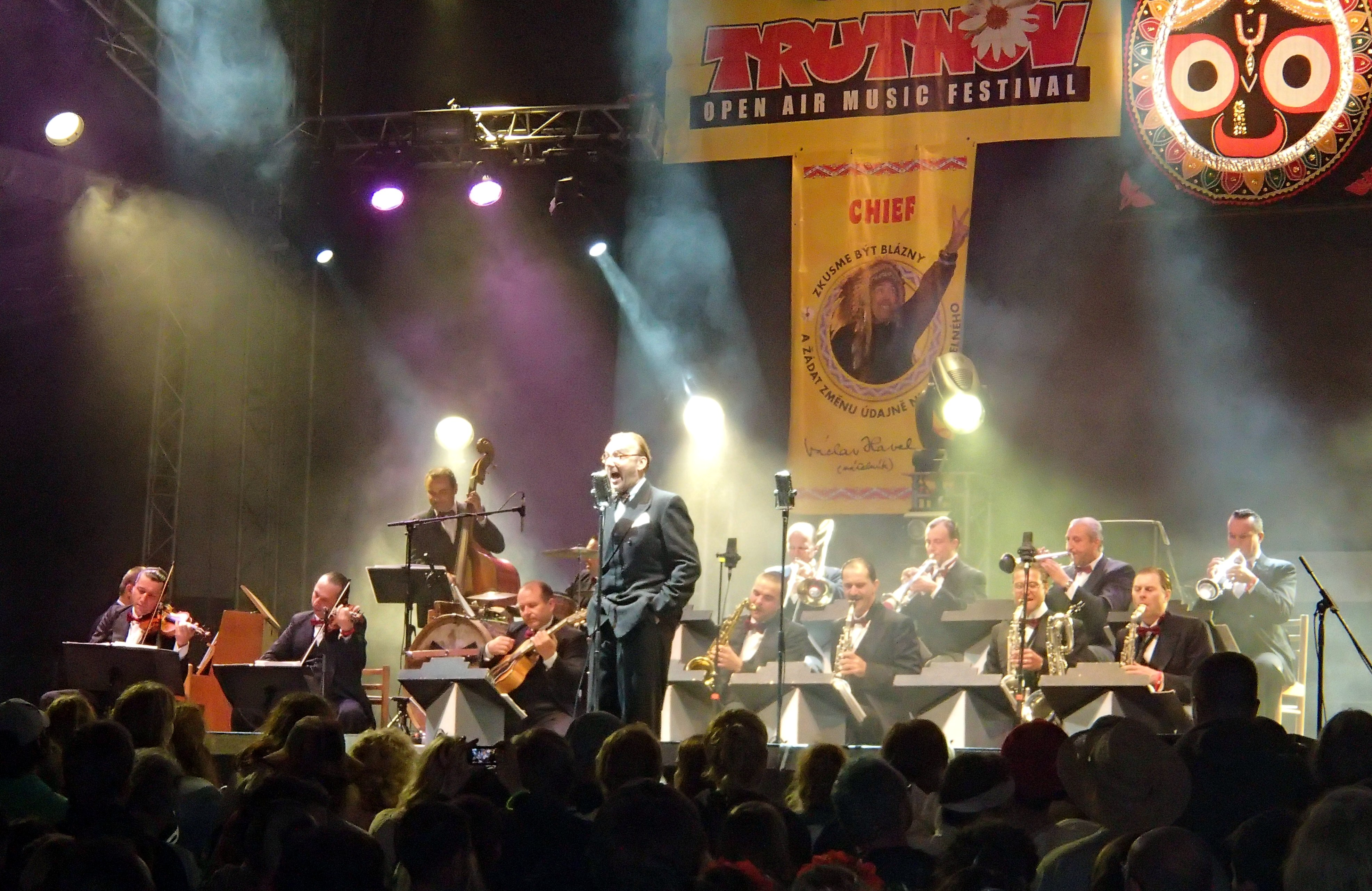
Trutnov Open Air Music Festival 2012 – Ondřej Havelka a jeho Melody Makers

Urodził się w Pradze. Ukończył studia na Wydziale Teatralnym Akademii Sztuk Scenicznych w Pradze. W roku 1983 ukończył podyplomowe studium reżyserii na Akademii Sztuk Scenicznych im. Leoša Janáčka w Brnie. Jest synem aktorki Libuše Havelkovej i kompozytora Svatopluka Havelki.

## Wybrana filmografia
- 1980: Karkonosz i narciarze jako Nauczyciel
- 1984: Rumburak jako Pan Tumlír
- 1986: Chobotnice z druhého patra jako Bóda
- 1991: Kafka  jako Przyjaciel Kafki